# Hrvatska sloboda (Pariz)
Hrvatska sloboda bila je hrvatski iseljenički list. Izlazila je u Parizu od 1960.